# Archives fédérales (Allemagne)
Pour les articles homonymes, voir Barch et Archives fédérales.
Les Archives fédérales (Bundesarchiv, BArch) sont les archives centrales de l’État fédéral en Allemagne. 
Elles constituent une administration fédérale supérieure placée sous la tutelle du délégué du Gouvernement fédéral à la culture et aux médias. Elles furent créées en 1952 par voie réglementaire, et leurs missions sont fixées depuis 1988 par la loi sur les Archives fédérales (BArchG). Leur siège est à Coblence, et elles disposent de plusieurs antennes dans tout le territoire de la Fédération. 
Les archives fédérales réunissent, réparties dans plusieurs centres, les archives de plusieurs états germaniques historiques, comme la RFA, les archives de la cour d'appel du Saint-Empire (XVe – XIXe siècles), des trois Reichs et du Bund (XIXe – XXe siècles). Certaines archives de guerre sensibles ont été restituées à l'Allemagne après la réunification, comme les quelque onze millions de cartes de membres du parti nazi (par les États-Unis) ou des archives d'états (URSS). 
Les archives de la Stasi, le service de police politique en Allemagne de l'Est, sont ouvertes aux chercheurs au centre de Potsdam depuis 1990-1991, de même que nombre d'archives d'entreprises privées de la fin du 19e siècle à la fin de la Seconde Guerre mondiale provenant des archives de la RDA (qui ne les avait pas restituées aux entreprises concernées, les concevant comme « propriété du peuple »).

## Emplacements

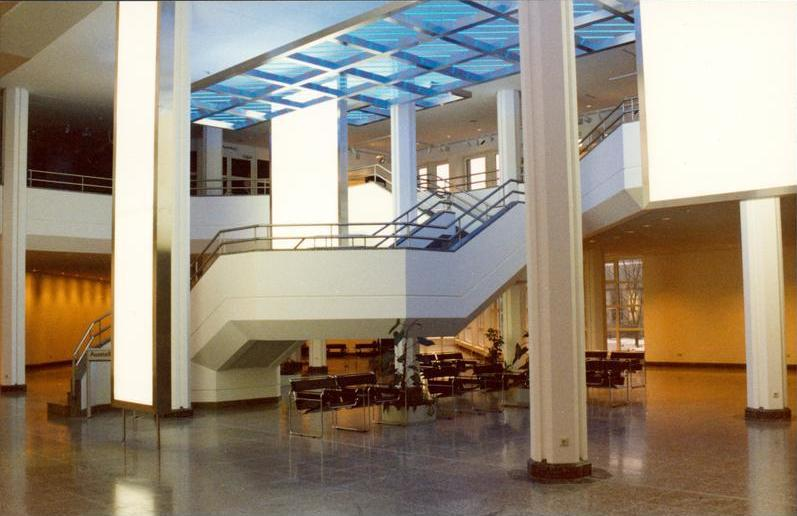
Le hall de l'entrée centrale à Coblence, en 1998.

- Bayreuth (règlement des pertes, subies par les évènements de la guerre. En allemand : Lastenausgleich)
- Berlin, quartier de Lichterfelde (RDA, Troisième Reich. En allemand : SAPMO, DDR, Reich)
- Berlin (Filmothèque. En allemand : Filmarchiv)
- Coblence (République fédérale d'Allemagne. En allemand : Bundesrepublik Deutschland)
- Fribourg-en-Brisgau (Archives militaires. En allemand : Bundesarchiv-Militärarchiv)
- Hoppegarten (Archives intermédiaires. En allemand : Zwischenarchiv)
- Ludwigsbourg (Institution centrale pour l'explication des crimes des nazis. En allemand : Zentrale Stelle der Landesjustizverwaltungen zur Aufklärung nationalsozialistischer Verbrechen)
- Rastatt (Institution pour la commémoration des luttes et combattants pour la liberté dans l'histoire de l'Allemagne. En allemand : Erinnerungsstätte für die Freiheitsbewegungen in der deutschen Geschichte)
- Sankt Augustin-Hangelar (Archives intermédiaires. En allemand : Zwischenarchiv)